# Togsammenstødet ved Regstrup
Togsammenstødet ved Regstrup skete 6. januar 1998 ca. kl 8, da to regionaltog stødte sammen på ca. 120 meter nordøst for Regstrup Station på Nordvestbanen. Ved kollisionen blev 3 personer alvorligt kvæstet og 23 personer lettere kvæstet og der opstod betydelig materiel skade.

## Forløb
Lokomotivføreren på toget fra Kalundborg undlod at standse på stationen og indledte bremsning så sent, at toget passerede udkørselssignalet mod Holbæk. Toget fra Holbæk standsede omkring 120 meter før Regstrups stationsgrænse, men blev alligevel ramt af toget, der havde bremset for sent. Kollisionen skete med en hastighed på ca. 33 km/t. Begge tog havde virksom ATC, men strækningen mellem Holbæk og Kalundborg var ikke udrustet med ATC. ATC kunne med overvejende sandsynlighed have hindret ulykken.

## Undersøgelsesrapport
Da det ved denne og tidligere ulykker ikke kunne afvises, at en af årsagerne til lokomotivførerens manglende bremsning, var en tilvænning til ATC-overvåget kørsel, blev en af anbefalingerne i undersøgelsesrapporten, at mulighederne for at etablere ATC på de strækninger, der endnu ikke var blevet udrustet med ATC, skulle undersøges.

## Efterspil
Hovedartikel: Nordvestbanen.
Strækningen Holbæk-Kalundborg har fortsat (2020) ikke ATC og der er – på trods af at alle tog, der befarer strækningen har mobil ATC-udrustning – ikke aktuelle planer om etablering af ATC på strækningen.